# ヘルムホルツの定理
ヘルムホルツの定理（ヘルムホルツのていり、英: Helmholtz's theorem）とは、ベクトル解析における定理の一つ。ヘルムホルツの定理により、任意のベクトル場を回転なしの場と発散なしの場に分解できることが示される。回転なしの場は元の場の波数空間における縦成分、発散なしの場は元の場の波数空間における横成分に対応し、ベクトル場をこれらの成分に分解することをヘルムホルツ分解 (Helmholtz's decomposition) と呼ぶ。定理の名はドイツの物理学者ヘルマン・フォン・ヘルムホルツに因む。
ベクトル解析の応用として、物理学の特に電磁気学や流体力学などでしばしば利用されている。

## 概要
3 次元の任意のベクトル場 F(x) に対し、スカラーポテンシャル φ(x) とベクトルポテンシャル A(x) で
を満たすものが存在する。すなわち任意のベクトル場 F を、スカラー場 φ の勾配 ∇ φ = grad φ で表される項とベクトル場 A の回転 ∇ × A = rot A で表される項に分解して表示できる。これをヘルムホルツの定理と呼ぶ。φ の前に負号がついているのは、スカラーポテンシャルの物理的な意味に則するためであり、数学的には負号をつけなくても良い。
φ と A の取り方は一意的ではなく、φ に任意の定数 c を加えたものや、A に任意のスカラー場 χ の勾配 grad χ を加えたものも上記の分解定理を満たしている。
{\displaystyle \operatorname {grad} \phi '=\operatorname {grad} \left(\phi +c\right)=\operatorname {grad} \phi }
{\displaystyle \operatorname {rot} \mathbf {A} '=\operatorname {rot} \left(\mathbf {A} +\operatorname {grad} \chi \right)=\operatorname {rot} \mathbf {A} }
これらの関係は grad c = 0 および rot grad χ = 0 より導かれる。
他に、以下の方程式を満たすような場 ψ(x), B(x) を加える自由度がある。
{\displaystyle \mathbf {0} =-\operatorname {grad} \psi (\mathbf {x} )+\operatorname {rot} \mathbf {B} (\mathbf {x} ).}
例として、φ に Δψ = 0 を満たす調和関数 ψ を加え、A にそれを打ち消す項を加えることができる。
応用上、よく用いられるスカラーポテンシャル φ とベクトルポテンシャル A の与え方として、
{\displaystyle \phi (\mathbf {x} )={\frac {1}{4\pi }}\int {\frac {\nabla '\cdot \mathbf {F} (\mathbf {x} ')}{|\mathbf {x} '-\mathbf {x} |}}\,d^{3}\mathbf {x} '}
{\displaystyle \mathbf {A} (\mathbf {x} )={\frac {1}{4\pi }}\int {\frac {\nabla '\times \mathbf {F} (\mathbf {x} ')}{|\mathbf {x} '-\mathbf {x} |}}\,d^{3}\mathbf {x} '}
が存在する。但し、この体積分が定義されるためには、ベクトル場 F(x) が遠方で充分早く 0 に近づくことが必要である。

## 分解の意味
{\displaystyle \mathbf {F} _{\mathrm {L} }(\mathbf {x} )=-\nabla \phi (\mathbf {x} )}
{\displaystyle \mathbf {F} _{\mathrm {T} }(\mathbf {x} )=\nabla \times \mathbf {A} (\mathbf {x} )}
とすると
{\displaystyle \nabla \times \mathbf {F} _{\mathrm {L} }(\mathbf {x} )=\operatorname {rot} \mathbf {F} _{\mathrm {L} }(\mathbf {x} )=\mathbf {0} }
{\displaystyle \nabla \cdot \mathbf {F} _{\mathrm {T} }(\mathbf {x} )=\operatorname {div} \mathbf {F} _{\mathrm {T} }(\mathbf {x} )=0}
であり、元のベクトル場 F が渦なし (irrotational) のベクトル場 FL と発散なし (divergence free) のベクトル場 FT に分解されていることが分かる。
FL(x) は縦成分 (longitudinal component)、FT(x) は横成分 (transverse component) と呼ばれる。このことは、縦成分 FL(x) のフーリエ変換 L(k) が波数ベクトルに対して平行であり、横成分 FT(x) のフーリエ変換 T(k) が波数ベクトルに対して直交していることによる。
{\displaystyle \mathbf {k} \parallel {\tilde {\mathbf {F} }}_{\mathrm {L} }(\mathbf {k} )}
{\displaystyle \mathbf {k} \perp {\tilde {\mathbf {F} }}_{\mathrm {T} }(\mathbf {k} )}
注意しなければならないことは、これが波数空間上の性質であり、実空間上の性質ではないということである。
ベクトル場 V(x) のフーリエ変換は以下のように表される。
これを縦成分および横成分について行い、(3), (4) を適用すれば、次の関係が得られる。
{\displaystyle \mathbf {0} ={\frac {1}{(2\pi )^{3}}}\int \mathrm {e} ^{i\mathbf {k} \cdot \mathbf {x} }i\mathbf {k} \times {\tilde {\mathbf {F} }}_{\mathrm {L} }(\mathbf {k} )\mathrm {d} ^{3}\mathbf {k} ,}
{\displaystyle 0={\frac {1}{(2\pi )^{3}}}\int \mathrm {e} ^{i\mathbf {k} \cdot \mathbf {x} }i\mathbf {k} \cdot {\tilde {\mathbf {F} }}_{\mathrm {T} }(\mathbf {k} )\mathrm {d} ^{3}\mathbf {k} .}
k に平行な L(k) と k に直交する T(k) はそれぞれ上記の式を満たす。すなわち、元のベクトル場のフーリエ変換 (k) は波数 k に平行な成分 L(k) と直交する成分 T(k) に分解できることが分かる。
なお L(k), T(k) は、
{\displaystyle {\tilde {\mathbf {F} }}_{\mathrm {L} }(\mathbf {k} )=({\hat {\mathbf {k} }}\cdot {\tilde {\mathbf {F} }}(\mathbf {k} )){\hat {\mathbf {k} }}}
{\displaystyle {\tilde {\mathbf {F} }}_{\mathrm {T} }(\mathbf {k} )=({\hat {\mathbf {k} }}\times {\tilde {\mathbf {F} }}(\mathbf {k} ))\times {\hat {\mathbf {k} }}}
の関係を満たす。ここで  = k/|k| は波数 k の方向ベクトルである。